# Canton de Vigneulles-lès-Hattonchâtel
Le canton de Vigneulles-lès-Hattonchâtel est une ancienne division administrative française, qui était située dans le département de la Meuse et la région Lorraine.
Le canton est créé en 1790 sous la Révolution française. À la suite du redécoupage cantonal de 2014, le canton est supprimé.

## Géographie
Ce canton est organisé autour du chef-lieu Vigneulles-lès-Hattonchâtel et fait partie intégralement de l'arrondissement de Commercy. Son altitude varie de 201 m (Jonville-en-Woëvre) à 416 m (Vigneulles-lès-Hattonchâtel) pour une altitude moyenne de 287 m. Sa superficie est de 272,31 km2.

## Histoire
Le canton de Vigneules fait partie du district de Saint-Mihiel, créé par le décret du 30 janvier 1790.
Après la suppression des districts en 1795, le canton intègre l'arrondissement de Commercy lors de la création de celui-ci en 1801. La même année, à la suite du renommage de la commune chef-lieu Vigneules en Vigneulles-lès-Hattonchâtel, le canton change également de nom pour devenir le canton de Vigneulles-lès-Hattonchâtel.
À la suite du redécoupage cantonal de 2014, le canton est supprimé. Toutes les communes se retrouvent intégrées dans le canton de Saint-Mihiel.

## Composition
Le canton de Vigneulles-lès-Hattonchâtel regroupe 14 communes :
| Nom                                     | Code Insee | Intercommunalité           | Superficie (km2) | Population (dernière pop. légale) | Densité (hab./km2) |
| --------------------------------------- | ---------- | -------------------------- | ---------------- | --------------------------------- | ------------------ |
| Vigneulles-lès-Hattonchâtel (chef-lieu) | 55551      | CC Côtes de Meuse - Woëvre | 62,59            | 1 573 (2014)                      | 25                 |
| Beney-en-Woëvre                         | 55046      | CC Côtes de Meuse - Woëvre | 17,20            | 146 (2014)                        | 8,5                |
| Buxières-sous-les-Côtes                 | 55093      | CC Côtes de Meuse - Woëvre | 26,72            | 279 (2014)                        | 10                 |
| Chaillon                                | 55096      | CC Côtes de Meuse - Woëvre | 11,54            | 108 (2014)                        | 9,4                |
| Dompierre-aux-Bois                      | 55160      | CC du Sammiellois          | 8,07             | 42 (2014)                         | 5,2                |
| Heudicourt-sous-les-Côtes               | 55245      | CC Côtes de Meuse - Woëvre | 13,56            | 171 (2014)                        | 13                 |
| Jonville-en-Woëvre                      | 55256      | CC Côtes de Meuse - Woëvre | 10,81            | 145 (2014)                        | 13                 |
| Lachaussée                              | 55267      | CC Côtes de Meuse - Woëvre | 27,19            | 270 (2014)                        | 9,9                |
| Lamorville                              | 55274      | CC Côtes de Meuse - Woëvre | 34,93            | 281 (2014)                        | 8                  |
| Nonsard-Lamarche                        | 55386      | CC Côtes de Meuse - Woëvre | 18,18            | 204 (2014)                        | 11                 |
| Saint-Maurice-sous-les-Côtes            | 55462      | CC Côtes de Meuse - Woëvre | 9,30             | 404 (2014)                        | 43                 |
| Seuzey                                  | 55487      | CC du Sammiellois          | 4,61             | 99 (2014)                         | 21                 |
| Valbois                                 | 55530      | CC Côtes de Meuse - Woëvre | 17,09            | 86 (2014)                         | 5                  |
| Vaux-lès-Palameix                       | 55540      | CC du Sammiellois          | 10,52            | 48 (2014)                         | 4,6                |

## Représentation

### Conseillers d'arrondissement (de 1833 à 1940)
| Période                                  | Période              | Identité                                                    | Étiquette               | Qualité |
| ---------------------------------------- | -------------------- | ----------------------------------------------------------- | ----------------------- | --- |
| 1833                                     | 1848                 | Jean Jacques Haba (1794-1860)                               |                         | Officier d'infanterie, greffier de la justice de paix, Vigneulles, maire d'Hattonchâtel de 1843 à 1852      |
| 1848                                     | 1852                 | M. Legagneur                                                |                         | Propriétaire à Hattonchâtel                                                                                 |
| 1852                                     | 1861                 | Jean Jacques Haba                                           |                         | Officier d'infanterie, greffier de la justice de paix, Vigneulles, maire d'Hattonchâtel                     |
| 1861                                     | 1867                 | Louis Marie Dominique Hast (1801-1869)                      |                         | Juge puis Président du Tribunal de Saint-Mihiel                                                             |
| 1867                                     | 1871 (décès)         | Nicolas Antoine Achille Minette de Saint-Martin (1817-1871) |                         | Maire de Billy-sous-les-Côtes                                                                               |
| 1871                                     | 1883                 | M. Forquignon                                               |                         | Juge de paix à Chambley (Meurthe-et-Moselle)                                                                |
| 1883                                     | 1889                 | Émile Daget                                                 |                         | Négociant, maire de Saint-Maurice-sous-les-Côtes, Président du Conseil d'arrondissement                     |
| 1889                                     | 1907                 | Louis L'Hoste                                               | Royaliste               | Maire de Hattonchâtel                                                                                       |
| 1907                                     | 1919                 | Evre-Georges Noisette (1873-1965)                           |                         | Docteur en médecine à Vigneulles, médecin des mines                                                         |
| 1919                                     | 1934                 | Henri Jacob (1867-1937)                                     | Entente républicaine RG | Minotier, maire de Saint-Maurice-sous-les-Côtes (1919-1929)                                                 |
| 1934                                     | 17 déc. 1936 (décès) | Fernand Goujon (1880-1936)                                  | Rad.                    | Maitre-brodeur, maire de Saint-Maurice-sous-les-Côtes                                                       |
| Fev 1937                                 | 1940                 | Georges Hache                                               |                         | Propriétaire à Buxières-sous-les-Côtes                                                                      |
| 1940                                     |                      |                                                             |                         | Les conseils d'arrondissement ont été suspendus par la loi du 12 octobre 1940 et n'ont jamais été réactivés |
| Les données manquantes sont à compléter. |                      |                                                             |                         | |

### Conseillers généraux de 1833 à 2015
| Période | Période      | Identité                                 | Étiquette          | Qualité |
| ------- | ------------ | ---------------------------------------- | ------------------ | --- |
| 1833    | 1848         | Dominique François                       |                    | Notaire à Vigneulles |
| 1848    | 1864         | Alexis Henri Jules Dardare de la Marche  |                    | Propriétaire à Paris Maire de Vigneulles |
| 1864    | 1871         | François Joseph Joachim Hast (1812-1880) |                    | Avocat, propriétaire à Saint-Mihiel |
| 1871    | 1889         | Charles-Auguste Salmon (1805-1892)       | Droite             | Conseiller honoraire à la Cour de Cassation, Paris puis Premier Président à la Cour de Douai Sénateur (1876-1879)                                                                  |
| 1889    | 1907         | Paul-Auguste Henri Fortuné Salmon        | Droite             | Avocat à Paris |
| 1907    | 1913         | Jules Toussaint                          | Républicain        | Propriétaire à Woinville |
| 1913    | 1919         | Albert Jules Thiéry (1868-1958)          | GD                 | Docteur en médecine Député (1913-1919) Maire de Saint-Mihiel (1900-1920, 1937-1944 et 1947-1953) Élu en 1934 dans le Canton de Saint-Mihiel                                        |
| 1919    | 1939 (décès) | Lucien Édouard Morlet                    | URD                | Notaire et Maire de Vigneulles-lès-Hattonchâtel |
| 1939    | 1940         | siège vacant                             |                    | |
|         |              |                                          |                    | |
| 1945    | 1959 (décès) | Pierre Jacob                             | DVD                | Meunier Maire de Saint-Maurice-sous-les-Côtes |
| 1959    | 1970         | Jean-Marie Houzelot (1911-1980)          | MRP puis CD        | Notaire, conseiller municipal de Vigneulles-lès-Hattonchâtel |
| 1970    | 2001         | Rémi Herment (né en 1932)                | Centriste puis UDF | Agriculteur Maire de Vigneulles-lès-Hattonchâtel Sénateur (1974-2001) Président du Conseil Général (1982-1998)                                                                     |
| 2001    | 2015         | Sylvain Denoyelle                        | UDI (PR)           | Conseiller financier Maire de Nonsard-Lamarche (depuis 2001) Président de la CC du Pays de Vigneulles lès Hattonchâtel (?-2013) Elu en 2015 dans le nouveau Canton de Saint-Mihiel |

## Démographie
| 1962  | 1968  | 1975  | 1982  | 1990  | 1999  | 2006  | 2011  | 2012  |
| ----- | ----- | ----- | ----- | ----- | ----- | ----- | ----- | ----- |
| 4 026 | 3 515 | 3 278 | 3 149 | 3 352 | 3 436 | 3 692 | 3 822 | 3 808 |